# Полоси (Логойський район)
Полоси — (біл. вёска Полосы), село (веска) в складі Логойського району розташоване в Мінській області Білорусі, підпорядковане Заріченській сільській раді.
Село Полоси розташоване в центральних районах Білорусі, у північній частині Мінської області - орієнтовне розташування.